# Drapeau de l'écologie
Le drapeau de l'écologie est un drapeau initialement utilisé dans les années 1970 par des écologistes américains.

## Description
Le 25 octobre 1969, l'artiste américain Ron Cobb publie un symbole écologiste de sa création dans le journal Los Angeles Free Press, puis le dépose dans le domaine public. Ce symbole est formé à partir des lettres « e », pour « environnement », et « o », pour « organisme », superposées pour dessiner une forme rappelant la lettre grecque thêta (Θ),.
Dans son numéro du 21 avril 1970, le magazine Look insère ce symbole dans l'image d'un drapeau. Ceci contribue grandement à populariser le symbole thêta, associé au mot grec thanatos (« mort ») en référence aux menaces que l'être humain fait peser sur la planète. Le drapeau s'inspire du drapeau des États-Unis : les bandes rouges sont remplacées par treize bandes alternées vertes et blanches, représentant respectivement une terre intacte et un air pur, et son canton supérieur gauche, de couleur verte, accueille le symbole thêta jaune à l'emplacement des étoiles sur le drapeau américain.

## Histoire

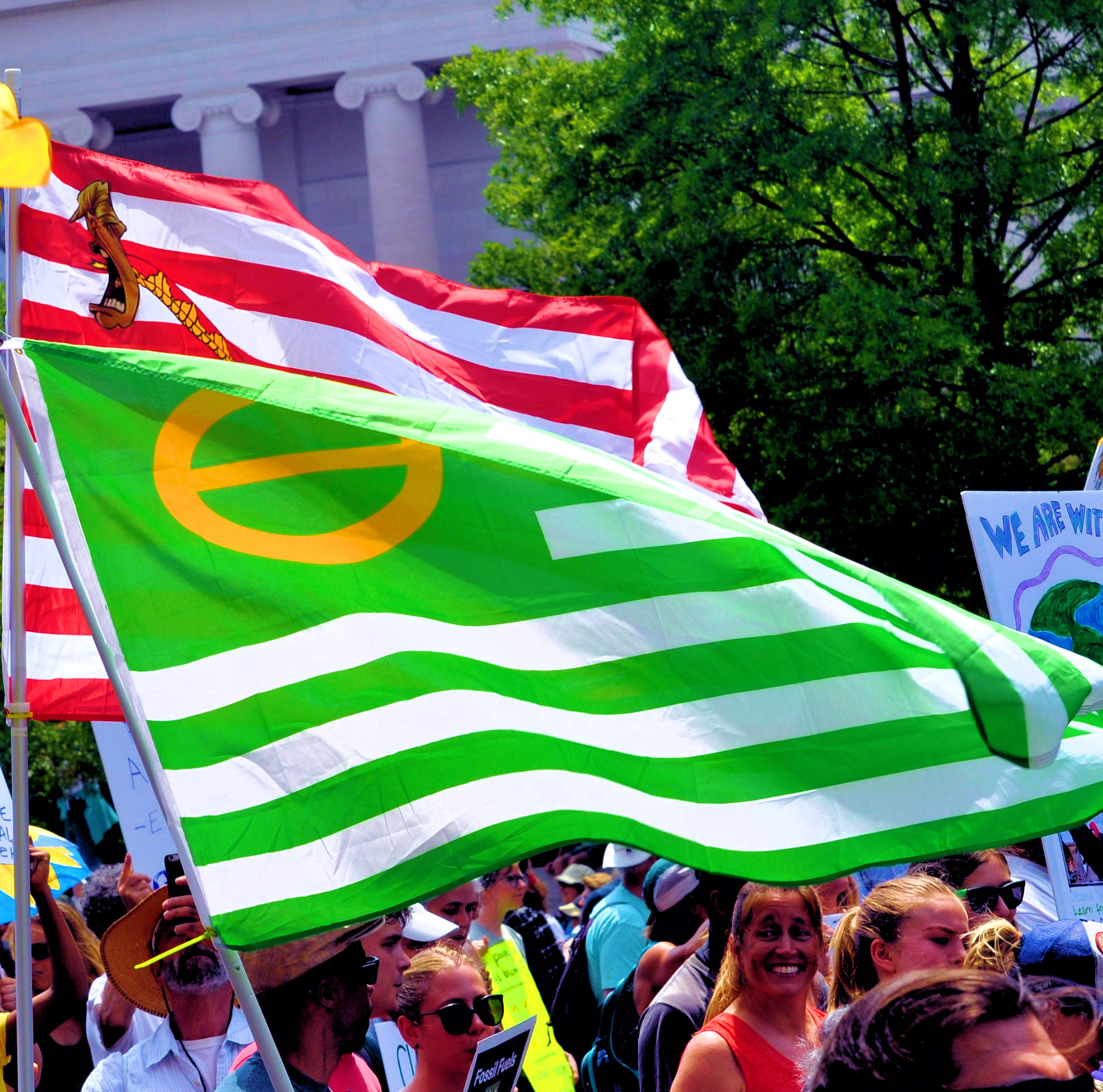
Drapeau de l'écologie brandi lors d'une marche pour le climat en 2017.

Le drapeau de l'écologie apparaît à de multiples reprises dans les années 1970. Lors du premier jour de la Terre, alors appelé jour de l'écologie, une jeune lycéenne le brandit probablement pour la première fois.
Les étudiants du Collège Harper de Palatine, dans l'Illinois, parviennent à un accord avec l'administration pour placer le drapeau sous le drapeau américain durant l'année scolaire 1971–1972.
Au XXIe siècle, le drapeau continue d'être utilisé comme symbole de préoccupation pour la planète, comme lors de la Marche populaire pour le climat (en) de 2017.